# Keepin’ Out of Mischief Now
Keepin’ Out of Mischief Now ist ein Jazz-Titel, den Fats Waller (Musik) und Andy Razaf (Text) verfassten und 1932 veröffentlichten.

## Erste Erfolge und Chart-Notierungen
Waller schrieb Keepin’ Out of Mischief Now mit dem Liedtexter Razaf; aus ihrer Zusammenarbeit gingen auch bekannte Songs wie „Ain’t Misbehavin’“, und „Honeysuckle Rose“ hervorgingen. Zu den ersten Musikern, die Keepin’ Out of Mischief Now seit dem Februar 1932 einspielten, gehörten Isham Jones (Brunswick, mit Dick Robertson, Gesang), Chick Bullock (Banner), Joel Shaw (Crown, ebenfalls mit Dick Robertson), Louis Armstrong (Columbia/OKeh) und Art Krueger and His Columbians (Broadway Records). In die amerikanischen Hitparaden kam der Song in der Version des Coon-Sanders Original Nighthawks Orchestra (Victor, #20) im April des Jahres, gefolgt von Armstrongs Version am 28. Mai (#17). Waller selbst nahm seine Komposition mit dem „interessant-treibenden Rhythmus“ erst am 11. Juni 1937 als Piano-Solo auf (Victor 25618), ohne damit in die Charts zu gelangen.

## Weitere Coverversionen
Erst in den Jahren nach Wallers Aufnahme wurde der Titel zu einem viel gespielten Jazzstandard, jedoch meist als Instrumentalversion; ihn interpretierten aber auch Sängerinnen wie Teresa Brewer, Ella Fitzgerald, Rebecca Kilgore, Jo Stafford, Barbra Streisand und Lee Wiley. Ab den 1950er-Jahren gehörte der Titel zum Repertoire zahlreicher Trad-Jazz-Bands und Musikern, wie Vic Dickenson in den USA, Sandy Brown, Kenny Baker, Alex Welsh in England, Adrian Bentzon in Dänemark und dem Diksilend Ansambl [sic] 7 Miladh in Belgrad. Der Diskograf Tom Lord listet im Bereich des Jazz rund 400 Coverversionen des Titels (Stand 2017), von denen nach Ansicht von Jazzstandards.com vor allem die Interpretationen von Fats Waller selbst (1937), Louis Armstrong (Satch Play Fats, 1955), Dave Brubeck (Brubeck Time, 1954), Art Hodes (1988), Maxine Sullivan (A Tribute to Andy Razaf, 1956), Ralph Sutton und Dinah Washington (1957) hervorzuheben sind.
Der Folksänger Bob Dylan zitierte den Songtitel in seinem Lied „Waitin’“ von 2002. Verwendung fand Wallers Titel u. a. auch im Soundtrack des Woody-Allen-Films Interiors (1978).